# 마르코 루스
마르코 루스(독일어: Marco Russ, 1985년 8월 4일 ~ )는 독일의 전 축구 선수로 현역 시절 포지션은 중앙 수비수였다. 현재 아인트라흐트 프랑크푸르트에서 활약하고 있다.

## 선수 경력
루스는 2004년에 처음으로 아인트라흐트 프랑크푸르트의 성인팀에서 경기를 뛰었다. 그리고 2. 푸스발-분데스리가에 있던 팀은 2004-05시즌 푸스발-분데스리가로 승격했다.